# Аббасалиев, Сабит Касум оглы
Сабит Касум оглы Аббасалиев (азерб. Sabit Qasım oğlu Abbasəliyev; 12 мая 1932, село Кушчи, Сарванский район — 23 мая 1982, Баку) — советский и азербайджанский государственный и партийный деятель. Депутат Верховного Совета Азербайджанской ССР.

## Биография
Родился 12 мая 1932 года в селе Кушчи Сарванского района Грузинской ССР (ныне Марнеульский муниципалитет) в семье крестьянина.
В 1958 году окончил Азербайджанский институт нефти и химии имени Азизбекова (ныне Азербайджанский государственный университет нефти и промышленности).
Начал трудовую деятельность в 1957 году секретарём комсомольского комитета института, до 1961 года работал вторым секретарём Бакинского комитета ЛКСМ Азербайджана. С 1962 по 1965 год инструктор ЦК КП Азербайджана, секретарь парткома Бакинского НПЗ имени 22 съезда КПСС. С 1965 по 1971 год заместитель заведующего отделом нефтяной и химической промышленности ЦК КП республики.
С 1971 года первый секретарь Сумгаитского горкома КП Азербайджана. За время управления города Аббасалиевым, в городе увеличился уровень жизни, началось строительство школ и поликлиник, торговых центров и жилплощади для рабочих.
С 1974 года директор Центрального комитета по статистике Азербайджанской ССР. С 1979 года занимал две важные должности — заместитель председателя Совмина Азербайджанской ССР и председатель Государственного планового комитета республики.
Депутат Верховного Совета Азербайджанской ССР 8-го и 9-го созывов. Член ЦК КП Азербайджана. Член КПСС с 1959 года.
Скончался в 1982 году в городе Баку на 51 году жизни. Похоронен на Первой аллее почётных захоронений в Баку.